# Zygaena filipendulae
Zygaena filipendulae este o specie de molie diurnă din familia Zygaenidae.  Este o specie comună în Europa, fiind întâlnită adesea și în România.

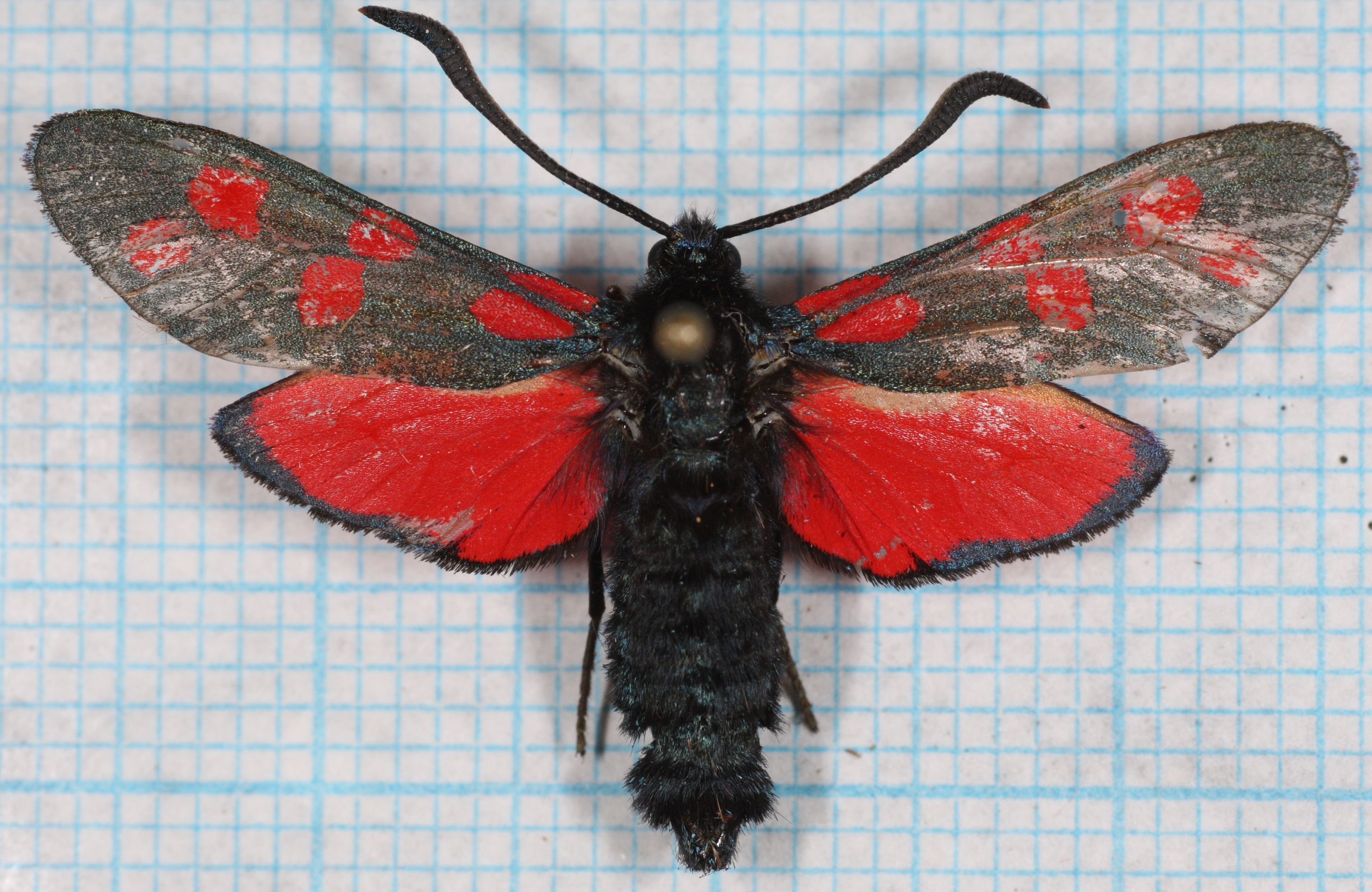

## Descriere
Masculul și femela sunt asemănătoare și au o anvergură de 30 până la 40 mm. Aripile anterioare sunt negre-verzui cu aspect metalic și au 6 puncte roșii. Câteodată punctele pot fi galbene sau chiar negre. Aripile posterioare viu colorate în roșu. Adulții zboară în zilele călduroase și luminoase dintre lunile iunie și august și sunt atrași de o varietate de flori, cum ar fi Centaurea și Scabiosa, dar și de speciile preferate de larve, Lotus corniculatus și trifoi. Pe durata iernii trăiesc numai larvele. 
Omida este galbenă și are câteva șiruri de puncte negre pe partea superioară. 

## Subspecii
Există următoarele subspecii: 
- Z. f. altapyrenaica Le Charles, 1950
- Z. f. arctica Schneider, 1880
- Z. f. balcanirosea Holik, 1943
- Z. f. campaniae Rebel, 1901
- Z. f. duponcheli Verity, 1921
- Z. f. filipendulae
- Z. f. gemella Marten, 1956
- Z. f. gemina Burgeff, 1914
- Z. f. gigantea Rocci, 1913
- Z. f. himmighofeni Burgeff, 1926
- Z. f. liguris Rocci, 1925
- Z. f. maior Esper, 1794
- Z. f. mannii Herrich-Schaffer, 1852
- Z. f. noacki Reiss, 1962
- Z. f. oberthueriana Burgeff, 1926
- Z. f. polygalae (Esper, 1783)
- Z. f. praeochsenheimeri Verity, 1939
- Z. f. pulcherrima Verity, 1921
- Z. f. pulcherrimastoechadis Verity, 1921
- Z. f. pyrenes Verity, 1921
- Z. f. seeboldi Oberthur, 1910
- Z. f. siciliensis Verity, 1917
- Z. f. stephensi Dupont, 1900
- Z. f. stoechadis (Borkhausen, 1793)
- Z. f. zarana Burgeff, 1926